# Edward Allen Bernero

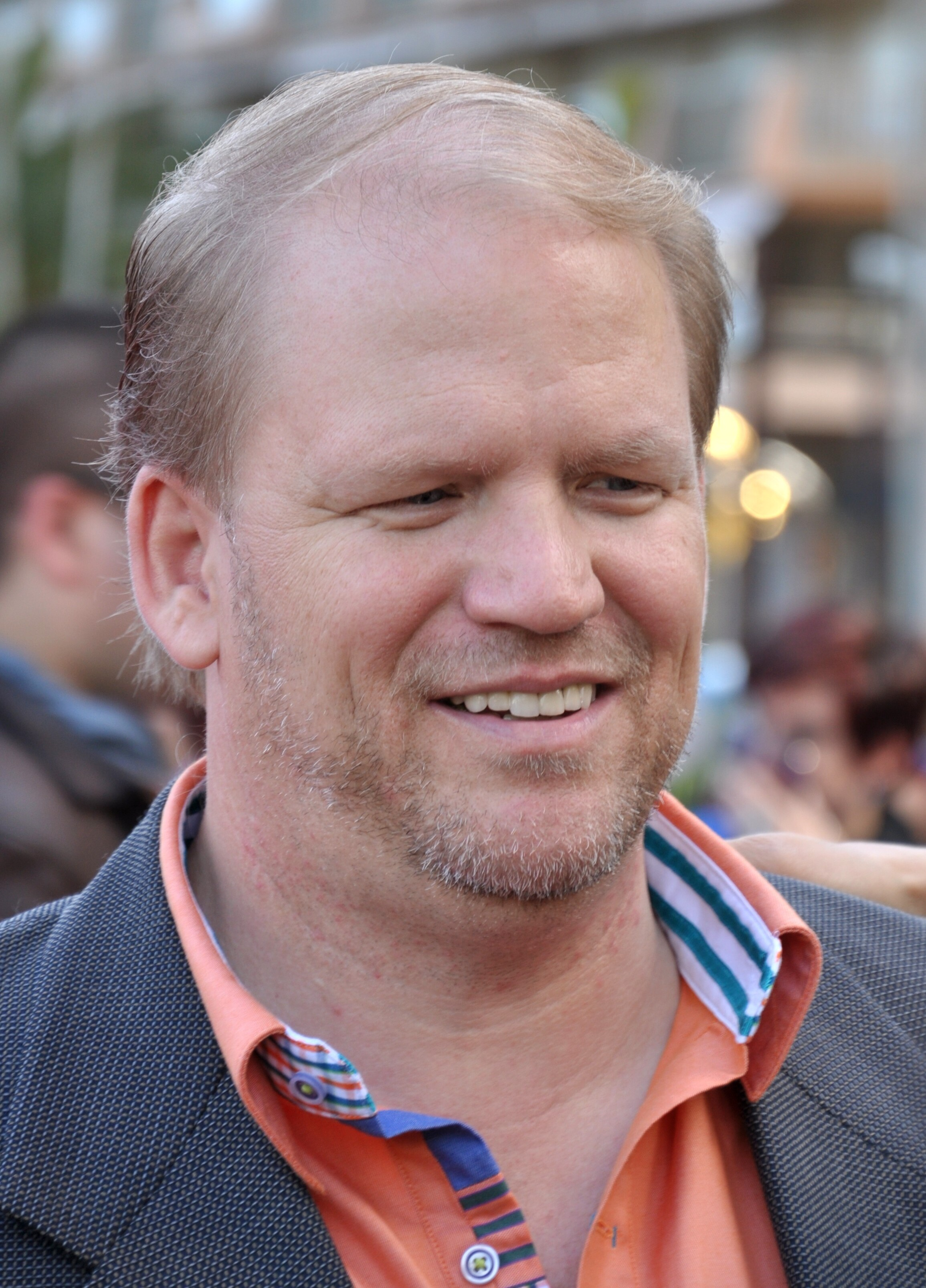
Edward Allen Bernero, 2013

Edward Allen Bernero (* 29. August 1962 in Chicago, Illinois) ist ein US-amerikanischer Drehbuchautor, Produzent und Regisseur.
Er war maßgeblich an der Entwicklung der Fernsehserie Third Watch – Einsatz am Limit beteiligt und arbeitete als Executive Producer für Criminal Minds. Auch wirkte er an der Entwicklung des Spin-offs Criminal Minds: Team Red und der Krimiserie Crossing Lines mit.

## Leben
Bernero wurde im August 1962 in Chicago geboren. Vor seiner Arbeit in der Fernsehbranche war Bernero Police officer beim Chicago Police Department. 
Seine Fernsehkarriere begann er 1997 als freier Autor bei der CBS-Polizeiserie Brooklyn South. Basierend auf seinen Erfahrungen als Polizist entwickelte Bernero zusammen mit John Wells die Serie Third Watch – Einsatz am Limit. Für diese, in den Vereinigten Staaten als Third Watch ausgestrahlte Serie, war Bernero als Drehbuchautor, Produzent und Regisseur tätig und wurde 2001 für seine Arbeit an der Episode After Hours für den Humanitas Prize nominiert.
Nach der Einstellung von Third Watch – Einsatz am Limit wurde Bernero 2005 Executive Producer der Serie Criminal Minds. Weiterhin war er als Drehbuchautor und Regisseur an der Produktion der Serie beteiligt und entwickelte 2011 das Spin-off Criminal Minds: Team Red. Das Spin-off wurde nach einer Staffel mit 13 Episoden eingestellt, nachdem es durch ein Backdoor-Pilot der Mutterserie eingeführt worden war. Des Weiteren wirkte Bernero als Executive Producer am CBS-Projekt Washington Field mit.
Von 2013 bis 2014 war Bernero gemeinsam mit Rola Bauer an der Entwicklung und Produktion von Crossing Lines beteiligt. Diese Arbeit beendete er nach der zweiten Staffel.

## Filmografie (Auswahl)
Als Produzent
- 1999–2005: Third Watch – Einsatz am Limit (Third Watch; Fernsehserie)
- 2005–2011: Criminal Minds (Fernsehserie)
- 2009: Washington Field (Pilotfilm)
- 2011: Criminal Minds: Team Red (Criminal Minds: Suspect Behavior; Fernsehserie)
- 2013–2014: Crossing Lines (Fernsehserie)

Als Drehbuchautor
- 1997: New York Cops – NYPD Blue (Episode The Truth Is Out There; Fernsehserie)
- 1997–1998: Brooklyn South (Fernsehserie)
- 1999–2005: Third Watch – Einsatz am Limit (Third Watch; Fernsehserie)
- 2005–2010: Criminal Minds (Fernsehserie)
- 2011: Criminal Minds: Team Red (Criminal Minds: Suspect Behavior; Fernsehserie)
- 2013–2014: Crossing Lines (Fernsehserie)
- 2014: State of Affairs (Fernsehserie)

Als Regisseur
- 2004–2005: Third Watch – Einsatz am Limit (Third Watch; Fernsehserie)
- 2006–2010: Criminal Minds (Fernsehserie)
- 2011: Criminal Minds: Team Red (Criminal Minds: Suspect Behavior; Fernsehserie)

Als Schauspieler
- 2007: Criminal Minds (Episode The Big Game; Fernsehserie)

## Auszeichnungen und Nominierungen
Humanitas-Preis
Nominierungen
- 2001: Third Watch („60 Minute Category“; Episode After Hours)